# Paul Hayes
Paul Hayes est un footballeur anglais né le 9 septembre 1983 à Dagenham. Il évolue au poste d'attaquant.
Lors de la saison 2009-2010, il joue 45 matchs en 2e division anglaise, inscrivant 9 buts.

## Carrière
- 2002-déc. 2002 : Norwich City  Angleterre
- déc. 2002-2005 : Scunthorpe United  Angleterre
- 2005-2007 : Barnsley  Angleterre
  - fév.-mars 2007 : Huddersfield Town (prêt)  Angleterre
- 2007-2010 : Scunthorpe United  Angleterre
- 2010-2011 : Preston North End  Angleterre
  - oct.-déc. 2010 : Barnsley (prêt)  Angleterre
- 2011-2012 : Charlton Athletic  Angleterre
  - fév.-avr. 2012 : Wycombe Wanderers (prêt)  Angleterre
- 2012-2013 : Brentford  Angleterre[1],[2]
- 2013 : Crawley Town (prêt)  Angleterre
- 2013 : Plymouth Argyle (prêt)  Angleterre
- 2013-2014 : Scunthorpe United  Angleterre
- 2014-2017 : Wycombe Wanderers  Angleterre
- 2017-2018 : Newport County  Angleterre
- 2018-2019 : Sudbury (en)  Angleterre